# José Castaño Sánchez
José Castaño Sánchez (Elche, 12 de mayo de 1843 - 14 de octubre de 1918), fue un sacerdote capellán español propietario y conservador del jardín Huerto del Cura.

## Biografía
José Castaño Sánchez fue el tercer hijo varón de una familia numerosa que vivía en 1843 como arrendataria en un huerto de palmeras situado a los alrededores de la villa de Elche. Más adelante se convertiría en propiedad de su padre, y posteriormente suya. Ejerció como vicario de la Parroquia del Salvador y posteriormente fue capellán de la cárcel y del convento de las monjas clarisas.
En 1900 hizo construir una capilla en el huerto, donde oficiaba diariamente la misa. José Castaño introdujo la tradición de ofrecer una dedicatoria o bautizmo de las palmeras en honor a los visitantes que iba teniendo el huerto y la costumbre de que los visitantes dejaran sus impresiones en un álbum. Su entierro fue multitudinario, homenaje que le rindió su ciudad natal.